# Carlyss
Carlyss és una població dels Estats Units a l'estat de Louisiana. Segons el cens del 2000 tenia 5.049 habitants.

## Demografia
Segons el cens del 2000, Carlyss tenia 5.049 habitants, 1.473 habitatges, i 1.132 famílies. La densitat de població era de 130,5 habitants/km².
Dels 1.473 habitatges en un 38,6% hi vivien nens de menys de 18 anys, en un 61% hi vivien parelles casades, en un 10,8% dones solteres, i en un 23,1% no eren unitats familiars. En el 18,1% dels habitatges hi vivien persones soles el 4,8% de les quals corresponia a persones de 65 anys o més que vivien soles. El nombre mitjà de persones vivint en cada habitatge era de 2,75 i el nombre mitjà de persones que vivien en cada família era de 3,13.
Per edats la població es repartia de la següent manera: un 28,7% tenia menys de 18 anys, un 9,3% entre 18 i 24, un 31,3% entre 25 i 44, un 21,3% de 45 a 60 i un 9,4% 65 anys o més.
L'edat mediana era de 33 anys. Per cada 100 dones de 18 o més anys hi havia 97,1 homes.
La renda mediana per habitatge era de 37.358 $ i la renda mediana per família de 41.583 $. Els homes tenien una renda mediana de 36.042 $ mentre que les dones 19.063 $. La renda per capita de la població era de 17.956 $. Entorn del 8,1% de les famílies i el 9,7% de la població estaven per davall del llindar de pobresa.

## Poblacions més properes
El següent diagrama mostra les poblacions més properes.